# Vrank
Vrank is een buurtschap tussen Hoensbroek en Heerlen in de gemeente Heerlen in de Nederlandse provincie Limburg. De oorspronkelijke buurtschap is gelegen ten zuiden van de Caumerbeek aan de gelijknamige straat en de Beersdalweg. Ten zuiden van de Beersdalweg is de mijnwerkerskolonie Husken die gebouwd was voor de arbeiders van de mijn Oranje Nassau I.
Het centrale gebouw van Vrank is de Sint-Antonius van Paduakerk gewijd aan de Heilige Antonius van Padua, gebouwd in 1926 en ontworpen door de architect Frits Peutz. In het interieur zijn onder andere een muurschildering van de Goede Herder en glas-in-loodramen met afbeeldingen van vrouwelijke heiligen, gemaakt door Charles Eyck, te zien. Bij de kerk staat een franciscanerklooster. De Franciscanen vertrokken in 2007, de kerk werd verlaten in 2016.